# Стргонице
Стргонице је насељено место у Босни и Херцеговини у општини Коњиц у Херцеговачко-неретванском кантону које административно припада Федерацији Босне и Херцеговине. Према попису становништва из 1991. у насељу је живјело 24 становника.

## Географија
Насеље се налази на планини Битовњи северозападно од Коњица

## Становништво
По последњем службеном попису становништва из 1991. године, у насељу Стргонице живела су 24 становника. Већина становника су били Муслимани.
| Националност | 1991.       | 1981. | 1971. |
| Муслимани    | 13 (54,17%) |       |       |
| Хрвати       | 11 (45,83%) |       |       |
| Укупно       | 24          |       |       |